# Frontino (Olaszország)
Frontino település Olaszországban, Marche régióban, Pesaro és Urbino megyében. Lakosainak száma 300 fő (2023. január 1.). Frontino Piandimeleto, Pietrarubbia és Carpegna községekkel határos.

## Népesség
A település lakossága az elmúlt években az alábbi módon változott:
| Lakosok száma | 293  | 279  | 300  |
|               | 2017 | 2018 | 2023 |